# Rodney White
Rodney Charles White (ur. 28 czerwca 1980 w Filadelfii) – amerykański  profesjonalny koszykarz, występujący na pozycjach niskiego lub silnego skrzydłowego.
Były zawodnik uniwersytetu Charlotte, został tam mianowany najlepszym graczem roku przez ESPN. Do NBA dołączył w drafcie 2001, został wybrany przez Detroit Pistons, w pierwszej rundzie i z numerem 9. Gra zazwyczaj na pozycjach niskiego skrzydłowego lub rzucającego obrońcy. W NBA jego talent zgasł. W sezonie 2001/02 zagrał tylko w 16 meczach, przebywając na parkiecie gry nieco ponad osiem minut i zdobywając 3,5 punktu.
W 2009 reprezentował Los Angeles Lakers podczas rozgrywek letniej lig NBA w Las Vegas.

## Osiągnięcia
Na podstawie, o ile nie zaznaczono inaczej.
NCAA
- Uczestnik rozgrywek II rundy turnieju NCAA (2001)
- Mistrz turnieju konferencji USA (2001)
- MVP turnieju konferencji USA (2001)
- Najlepszy pierwszoroczny zawodnik konferencji USA (2001)
- Zaliczony do I składu:
  - konferencji USA (2001)
  - turnieju konferencji USA (2001)
  - najlepszych pierwszorocznych zawodników konferencji  USA (2001)

Indywidualne
- MVP ligi letniej – Area Kenner Summer League (2000)[3]
- Lider strzelców:
  - hiszpańskiej ligi ACB (2006)
  - chińskiej ligi CBA (2009)